# Conquistando o Impossível
Conquistando o Impossível é um álbum da Jamily, lançado em 2004 pela Line Records. Esse álbum vendeu mais de 250 mil cópias no Brasil, sendo certificado com disco de platina pela ABPD.

## Faixas
1. "Conquistando o Impossível" (Beno César, Solange de César) – 4:26
2. "Não Há Outro Além de Ti " (B. César, S. de César) - 5:00
3. "Deus é Maior" (B. César, S. de César) - 3:49
4. "Íntimo de Deus" (B. César, S. de César) - 3:18
5. "Usei a Fé" (Thomas Evans, Peter Han/versão: B. César, S. de César) - 3:45
6. "Vem Louvar" (B. César, S. de César) - 3:54
7. "Deus é Fiel" (B. César, S. de César) - 4:16
8. "Andando pela Vida" (B. César, S. de César) - 3:45
9. "Só Jesus" (B. César, S. de César) - 3:54
10. "Filho Pródigo" (B. César, S. de César) - 4:25
11. "Amado Meu" (Vânia Santos) - 3:45
12. "Bendito Seja" (Tonny Sabetta, Susy Sabetta) - 3:36
13. "Tua Palavra" (B. César, S. de César) - 4:08
14. Conquistando o Impossível (com participações especiais de: Beno César, Soraya Moraes, Moisés Macedo, Gisele Nascimento, David Fantazzini, Tino, Marcelo Nascimento e Grupo Kades Singers) - 4:26
15. Conquering the Impossible (versão "Conquistando o Impossível") (B. César, S. de César/versão: Marcos Furtado) - 4:26

## Vendas e certificações
| País          | Certificação | Vendas   |
| ------------- | ------------ | -------- |
| Brasil - ABPD | Platina      | 250,000+ |